# Antanas Gustaitis

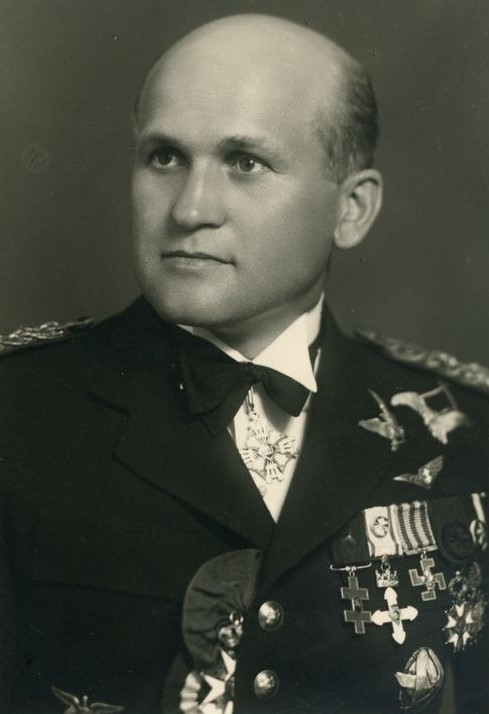

Antanas Gustaitis (* 26. März 1898 in Obelinė, Wolost Sasnava, Bezirk Marijampolė; † 16. Oktober 1941 in Moskau) war ein litauischer Militärpilot, Brigadegeneral, Flugzeugkonstrukteur und Schachspieler.

## Leben
Sein Vater war der Landbauer Kazimieras Gustaitis und seine Mutter Petronėlė Gustaitienė. Antanas absolvierte die Grundschule in Marijampolė und besuchte danach das Gymnasium Marijampolė. Im Mai 1916 schloss er das Gymnasium Jaroslawl ab und studierte am Institut für Verbindungsstraßen-Ingenieurwesen in Petersburg. 1917 absolvierte er den ersten Jahreskurs und wurde zur russischen Armee eingezogen. Er lernte an der Schule für Artillerie in Sankt Petersburg und diente ab 1919 in der Litauischen Armee.
1922 wurde Antanas Gustaitis litauischer Schachmeister.
1925 begann Gustaitis mit der Konstruktion von Flugzeugen und entwarf als erstes das Sportflugzeug ANBO-I. Nach dessen erfolgreicher Erprobung im Sommer gleichen Jahres ging Gustaitis nach Frankreich und begann an der Hochschule für Aeronautik in Paris ein Studium, in dessen Verlauf 1927 sein zweites Flugzeug ANBO-II entstand. Als Fliegeringenieur nach Litauen zurückgekehrt entwarf er ab 1928 für die litauischen Luftstreitkräfte verschiedene Flugzeugtypen, die, als ANBO-Reihe bezeichnet, in den Flugzeugwerkstätten von Kaunas gebaut und meist für Schulzwecke genutzt wurden. 1929 übernahm Gustaitis die Leitung der Flugzeugwerkstatt. 1932 erschien seine bekannteste Konstruktion, das Aufklärungsflugzeug ANBO-IV, von dem drei Exemplare vom 25. bis zum 29. Juli 1934 eine Tournee unter Gustaitis' Führung in verschiedene Hauptstädte Europas, darunter London, Paris, Rom und Wien, unternahmen und dabei mehr als 10.000 Kilometer zurücklegten. Seine letzte Konstruktion vor der Okkupation Litauens durch die Sowjetunion war die ANBO-VIII.
Am 23. November 1937 wurde er zum Brigadegeneral befördert. Ab 1941 lehrte Gustaitis als Dozent an der Bauwesen-Fakultät der Vytautas-Magnus-Universität Kaunas.
Am 4. März 1941 fuhr Gustaitis mit dem Zug auf der Strecke Kaunas–Alytus. Er wollte die Staatsgrenze erreichen und in den Westen emigrieren. Unweit des Bahnhofs Šeštokai wurde Gustaitis während der Weiterreise  mit dem Pferdewagen von sowjetischen Grenzschützern verhaftet. Nach kurzer Haftzeit im Gefängnis Kaunas wurde er am 7. März 1941 nach Moskau gebracht. Am 27. Juni 1941 wurde er wegen Spionage und Gründung einer antisowjetischen Untergrundbewegung angeklagt. Von einem sowjetischen Gericht zum Tode verurteilt, wurde Gustaitis am 16. Oktober 1941 erschossen.

## Auszeichnungen
- Litauen: Orden des Vytis-Kreuzes, 3. Stufe
- Litauen: Orden Vytautas des Großen,  4. Stufe
- Litauen: Orden des litauischen Großfürsten Gediminas, 3. Stufe
- Litauen: Unabhängigkeitsmedaille
- Tschechoslowakei: Orden des Weißen Löwen,  4. Stufe (1934)[4]
- Italien: Orden der Krone von Italien, 3. Stufe
- Lettland: Drei-Sterne-Orden, 2. Stufe
- Frankreich: Offizier der Ehrenlegion
- Schweden: Königlicher Wasaorden, 2. Stufe